# Souls of Fire
Souls of Fire ist eine Reggae-Band aus der portugiesischen Stadt Porto.

## Geschichte
Die Band wurde durch eine Gruppe von Reggaefreunden am Jahresende 2000 am Strand von Leça da Palmeira gegründet. 2006 veröffentlichte sie ihr Debütalbum Comunicar, produziert von Jim Fox in den Lion & Fox USA-Studios. Die Single História des Albums erreichte kurzzeitig die portugiesischen Verkaufscharts. Seither ist sie stetig live aufgetreten im ganzen Land, auch auf bedeutenden Festivals wie dem Sudoeste-Festival, wo sie mehrmals spielte, etwa 2008, wo sie u. a. mit David Rodigan die Positive Vibes-Bühne teilte. Im portugiesischen Fernsehen trat sie ebenfalls gelegentlich auf, etwa in der öffentlich-rechtlichen RTP.
Bei ihren zahlreichen Konzerten spielte sie häufig auch mit internationalen Reggaeinterpreten zusammen, darunter Alpha Blondy, The Wailers, The Skatalites, The Gladiators oder auch Gentleman. Insbesondere zur brasilianischen Reggaeszene hat die Band beständig Kontakt, etwa mit Konzerten zusammen mit brasilianischen Bands wie Natiruts, oder mit einem Remix von Marcelinho da Lua auf ihrem Album Pontas Soltas. Das Mastering jenes Albums wurde von Bo Kondren im CALYX Mastering Studio in Berlin durchgeführt.

## Stil
Ihre Musik ist in erster Linie von Roots-Reggae geprägt, mit einigen deutlichen Einflüssen des Ska, aber auch gelegentlichen Dancehall- und anderen Einflüssen. Der Band ist nach eigener Aussage trendunabhängige, authentische Musik wichtig, ebenso eine aufrichtige und gehaltvolle Kommunikation in Texten und Auftreten. So nannte sie ihr erstes Album Comunicar (dt.: Kommunizieren), und ihr zweites Werk hieß Subentender (dt. etwa: Sich von selbst verstehen). In den Texten äußert sie häufig Gesellschaftskritik (etwa kapitalismuskritische Betrachtungen) und beschäftigt sich mit Themen des menschlichen Miteinanders, der Lebensfreude u. a.

## Diskografie
Alben
- 2006: Comunicar
- 2009: Subentender
- 2012: Pontas Soltas